# Rayman Raving Rabbids
Rayman: Raving Rabbids es la cuarta entrega de Rayman realizado por Ubisoft. El juego fue liderado por Michel Ancel. El juego empezó a ser planificado mientras se estaba realizando el juego King Kong y empezó su pleno desarrollo a partir de que el juego de King Kong pasara a duplicarse. Al contrario que los juegos anteriores, este juego abandona las plataformas 2D/3D por el Party Game.

## Historia
La historia nos narra como, mientras Rayman tiene una comida con los bebés Globox, estos son secuestrados por unos malvados y lunáticos conejos mutantes y él es encerrado para participar de diversión para ellos. Rayman tendrá que pasar 4 pruebas, seguido de una "boss fight", el quinto nivel, que puede ser un fps (first person shooter) o una carrera montado a unos cerdos alocados, por día, que son pruebas que realizará para poder rescatar uno a uno a todos sus amigos. Serán 15 días los que Rayman permanecerá encerrado cumpliendo toda clase de retos hasta poder escapar de estos conejos. 

### Historia sobre el desarrollo
El juego comenzó siendo desarrollado como un videojuego de plataformas más de la serie, pero poco a poco comenzó a cambiar hacia otro tipo de género. Además, poco a poco, Rayman fue perdiendo protagonismo respecto a los nuevos personajes creados por Michel Ancel. Cabe destacar que Ubisoft comenzó a realizar una campaña de publicidad, que comenzó bastante antes del lanzamiento, basado en cortos (colgados en su mayoría en YouTube) nos comentaban curiosidades divertidas sobre los conejos enfocando el protagonismo del juego sobre ellos. Aunque el juego fue lanzado para muchas consolas, el juego fue enfocado principalmente para la Wii para aprovechar las posibilidades de su mando, siendo una de las razones por la cual cambió de género. Dicho cambio no gustó nada a Ancel, lo que le llevó a abandonar el proyecto (aunque sigue apareciendo en los créditos en calidad de diseñador de personajes).
Los vídeos colgados en YouTube comenzaban con el encabezado "Bunnies very Usefull Scientics Facts" (Hechos Científicos muy Útiles de los Conejitos) donde se mostraba a uno o más Rabbids haciendo algo para luego demostrar que lo hacen de una manera incorrecta y soltando su característico grito "¡¡¡DAAAAAAAAHH!!!", posteriormente decía, por ejemplo "Los conejitos no pueden jugar con fuegos artificiales" o "Los conejitos no saben jugar fútbol", entonces aparecen varios conejos bailando con Rayman, otra imagen del conejito anterior y finalmente decía "RAYMAN". Cabe destacar que, en el juego, todos los minijuegos tienen la palabra "Conejo" (por ejemplo, "Un conejo come el doble de lo que debe", "Los conejos no saben hacer el avestruz" o "Los conejos reciclan escenarios de otros juegos") y siempre habrá uno o más conejos haciendo el ridículo con sus acciones dándole un toque de humor al juego.

## Características
- El juego consta de dos diferente modos de juego: el "modo historia" y el "modo puntuación". En el modo historia, el juego sigue los quince días de Rayman en la prisión. Cada día Rayman tiene que completar al menos tres de las cuatro pruebas, seguido de una prueba especial, como un FPS o un juego de carreras. Por cada día Rayman conseguirá un desatascador que le permitirá, al final del modo historia, ascender hacía una salida con sus amigos rescatados desde la prisión en la que se encuentra. Si Rayman completa todas las pruebas de un día conseguirá un traje nuevo o una canción para escuchar en su celda. En el modo Puntuación, un jugador puede repetir las pruebas ya realizadas en el modo historia para conseguir una buena puntuación o jugar en un modo multijugador.
- Rayman puede cambiar su apariencia a varios estilos como abuelita, disco, gansta y DJ.
- A medida que el juego avanza se desbloquean canciones, como la canción Misirlou de Pulp Fiction.

## Recepción
El juego fue recibido positivamente por varios medios gracias a su original propuesta y a los minijuegos que proponían que aprovechaban el uso del mando de la Wii. Los medios destacaron su original guion, su música o su jugabilidad aunque fue criticado el hecho de que no llevara progressive scan (480p). Cabe destacar que esta característica fue suprimida en Estados Unidos por falta de tiempo mientras que en las versiones europeas y australianas sí que tuvieron de su adaptación a 480p pero sin el formato panorámico a 16:9. 
Algunas de las notas que recibió fueron:
- IGN con un 8.3/10.
- Gamespot con un 8.0/10.
- Meristation con un 8.0/10.

Además, muchos fanes de la saga quedaron decepcionados debido al nuevo estilo y al quitarle el protagonismo a Rayman.

## Banda sonora
- Misirlou - Dick Dale
- Good Times - Chic
- Girls Just Want to Have Fun - Cyndi Lauper
- Hip Hop Hooray - Naughty By Nature
- La Bamba - Ritchie Valens
- Dark Iron Bunnies and The Butcher Deejay - Mark Grisley
- Ode To Joy - Ludwing Beethoven (Canto de los Rabbids)
- Jingle Bells - Frank Sinatra (Canto de los Rabbids en la nieve)

## Jefes del Juego
- Serguei:

Él es el Antagonista Principal del Juego y el Rabbid
más protagonista de todos. Es un rabbid grande, gordo y gris. Con los ojos totalmente rojos; que parece ser el líder o una figura muy importante de los rabbids. Él es el jefe final de la versión del juego de DS en donde aparece con su nueva forma llamada "Rabble Droid", en la que va montado en un OVNI más pequeño que su cuerpo, con unos rabbids más pequeños dentro. Aunque también aparece en la de Wii, siendo también el Antagonista Principal del juego, pero con menos protagonismo que en la de DS
en la que te enfrentas contra él, como "Rabble Droid".
- Conejito Robot/Pink (en Wii y GBA): Apodado por muchos el "Terminator" por ser un robot. Aparece como jefe final de una de las fases FPS sobre raíles y dispara misiles que son los únicos que pueden hacerle daño.